# آنطور شب‌ها
«آنطور شب‌ها» (به انگلیسی: Those kinda nights) ترانه‌ای از خواننده رپ آمریکایی امینم از یازدهمین آلبوم استودیویی خود موسیقی‌ای که توسطش به قتل برسید و به تهیه‌کنندگی دی.ای. گات دت دوپ است. این آهنگ به عنوان پنجمین قطعه آلبوم در ۱۷ ژانویه ۲۰۲۰ از طریق شیدی رکوردز همراه آلبوم منتشر شد.

## اشخاص
- مارشال مدرز - هنرمند اصلی، خواننده، ترانه‌سرا، تهیه‌کننده مشترک
- اد شیرن - هنرمند، خواننده، آهنگساز برجسته
- دیوید دامن - ترانه‌سرا، تهیه‌کننده
- فرد گیبسون - ترانه‌سرا، تهیه‌کننده اضافی
- لوئیس رستو - ترانه‌سرا، صفحه کلیدهای اضافی
- Adrienne "Aeb" Byrne - ترانه‌سرا، سازهای اضافی و برنامه‌نویسی
- Mike Strange - ضبط، میکس
- جو استرنج - مهندسی
- تونی کامپانا - مهندسی